# 5946 Грозний
5946 Грозний (5946 Hrozný) — астероїд головного поясу, відкритий 28 жовтня 1984 року.
Тіссеранів параметр щодо Юпітера — 3,553.